# Марьян, Давид Самойлович
Давид Самойлович Марьян (1892—1937) — советский кинорежиссёр и сценарист.

## Биография
В 1914 окончил юридический факультет Петербургского университета. Во время Первой мировой войны служил в армии. После окончания войны работал юристом.
С середины 1920-х годов — автор сценариев и кинорежиссёр на ВУФКУ в Одессе. В середине 1930-х годов был одним из 20 штатных режиссёров киностудии «Мосфильм», где снял такие фильмы, как «Мечтатели» и «На Дальнем Востоке» (другое название — «Мужество»). Кроме кинематографической деятельности, известен резкой критикой творчества Сергея Эйзенштейна и, в частности, участием в кампании, которую современные критики называют «разгромом „Бежина луга“»: «Выкорчуйте последние остатки формализма <…>, покажите замечательных людей нашей эпохи, полюбите их радостной любовью, и тогда вы станете на твёрдый путь, и тогда потерянное вами знамя революции вновь окажется в ваших руках».
Картина «Мечтатели» (с подзаголовком «Во мгле ли Россия?») рассказывала об интернациональном отряде РККА, который в годы гражданской войны сражался в Донбассе, а после её завершения приступил к восстановлению разрушенных шахт. В картине снялись Алла Тарасова, Николай Плотников, Михаил Жаров и другие популярные актёры тех лет. В энциклопедическом издании 1967 года «История советского кино» этой работе дана высокая художественная оценка:

Сценарист и режиссёр Д. Марьян в своем фильме «Мечтатели» (1934) попытался охватить время от гражданской войны до первой пятилетки. На экране возникали тяжелые облака и снятые снизу, шатающиеся от ветра люди — это была гражданская война и это было немое кино. Пластической экспрессией кадров режиссёр рисовал уход шахтеров из поражённого голодом и тифом Донбасса.
Творчество Д. Марьяна продолжает интересовать современных киноведов. Картина «Мечтатели» была включена в программу «Социалистический авангардизм» 33 Московского международного кинофестиваля.
Умер в возрасте 45 лет в 1937 году.

## Фильмография

### Режиссёр
- 1930 — Жизнь в руках
- 1934 — Мечтатели
- 1937 — На Дальнем Востоке

### Сценарист
- 1927 — Цемент
- 1929 — Мёртвая петля
- 1929 — Пять невест
- 1930 — Жизнь в руках
- 1934 — Мечтатели